# 4. National Hockey League All-Star Game
Das 4. National Hockey League All-Star Game wurde am 8. Oktober 1950 in Detroit, ausgetragen. Das Spiel fand im Olympia Stadium, der Spielstätte der Detroit Red Wings statt. Der Stanley-Cup-Sieger bezwang das All-Star-Team mit 7:1, was bis heute der höchste Sieg einer Mannschaft in einem All-Star Game ist. Die Red Wings waren außerdem das erste Team, das das All-Star-Team schlagen konnte.

## Mannschaften
| #           | Land        | Spieler          | Pos.             |
| Torhüter    |             |                  |                  |
| 1           | Kanada 1957 | Terry Sawchuk    | Terry Sawchuk    |
| Verteidiger |             |                  |                  |
| 2           | Kanada 1957 | Bob Goldham      | Bob Goldham      |
| 4           | Kanada 1957 | Red Kelly        | Red Kelly        |
| 5           | Kanada 1957 | Leo Reise        | Leo Reise        |
| 21          | Kanada 1957 | Lee Fogolin      | Lee Fogolin      |
| 22          | Kanada 1957 | Marcel Pronovost | Marcel Pronovost |
| Angreifer   |             |                  |                  |
| 7           | Kanada 1957 | Ted Lindsay      | LW               |
| 8           | Kanada 1957 | George Gee       | C                |
| 9           | Kanada 1957 | Gordie Howe      | RW               |
| 10          | Kanada 1957 | Jimmy Peters     | RW               |
| 11          | Kanada 1957 | Gaye Stewart     | LW               |
| 12          | Kanada 1957 | Sid Abel         | C                |
| 14          | Kanada 1957 | Metro Prystai    | C                |
| 15          | Kanada 1957 | Marty Pavelich   | LW               |
| 16          | Kanada 1957 | Jim McFadden     | C                |
| 17          | Kanada 1957 | Joe Carveth      | RW               |
| 18          | Kanada 1957 | Gerry Couture    | C                |
| 19          | Kanada 1957 | Steve Black      | LW               |

| #           | Land        | Spieler          | Pos.             | Team                |
| Torhüter    |             |                  |                  |                     |
| 1           | Kanada 1957 | Turk Broda       | Turk Broda       | Toronto Maple Leafs |
| 1           | Kanada 1957 | Chuck Rayner     | Chuck Rayner     | New York Rangers    |
| Verteidiger |             |                  |                  |                     |
| 2           | Kanada 1957 | Jack Stewart     | Jack Stewart     | Chicago Black Hawks |
| 3           | Kanada 1957 | Gus Mortson      | Gus Mortson      | Toronto Maple Leafs |
| 4           | Kanada 1957 | Jimmy Thomson    | Jimmy Thomson    | Toronto Maple Leafs |
| 5           | Kanada 1957 | Glen Harmon      | Glen Harmon      | Montréal Canadiens  |
| 6           | Kanada 1957 | Émile Bouchard   | Émile Bouchard   | Montréal Canadiens  |
| 11          | Kanada 1957 | Bill Quackenbush | Bill Quackenbush | Boston Bruins       |
| Angreifer   |             |                  |                  |                     |
| 7           | Kanada 1957 | Doug Bentley     | LW               | Chicago Black Hawks |
| 8           | Kanada 1957 | Bill Mosienko    | RW               | Chicago Black Hawks |
| 9           | Kanada 1957 | Maurice Richard  | RW               | Montréal Canadiens  |
| 10          | Kanada 1957 | Edgar Laprade    | C                | New York Rangers    |
| 12          | Kanada 1957 | Ted Kennedy      | C                | Toronto Maple Leafs |
| 18          | Kanada 1957 | Tony Leswick     | LW               | New York Rangers    |
| 20          | Kanada 1957 | Paul Ronty       | C                | Boston Bruins       |
| 23          | Kanada 1957 | Johnny Peirson   | RW               | Boston Bruins       |
| 24          | Kanada 1957 | Sid Smith        | LW               | Toronto Maple Leafs |

## Spielverlauf

### Detroit Red Wings 7 – 1 NHL All-Stars
| Team       | Zeit  | Stand | Torschütze     | Vorlagengeber  | Vorlagengeber |
| 1. Drittel |       |       |                |                |               |
|            | 0:19  | 1–0   | Ted Lindsay    | Gordie Howe    |               |
|            | 17:12 | 2–0   | Ted Lindsay    | Sid Abel       |               |
| 2. Drittel |       |       |                |                |               |
|            | 31:12 | 3–0   | Gordie Howe    | Ted Lindsay    | Sid Abel      |
|            | 38:36 | 4–0   | Jimmy Peters   | Red Kelly      | Metro Prystai |
|            | 39:44 | 5–0   | Marty Pavelich | Red Kelly      | Metro Prystai |
| 3. Drittel |       |       |                |                |               |
|            | 47:36 | 6–0   | Metro Prystai  | Marty Pavelich |               |
|            | 54:28 | 7–0   | Ted Lindsay    |                |               |
|            | 58:27 | 7–1   | Sid Smith      | Johnny Peirson |               |

Schiedsrichter: George Gravel 

Linienrichter: George Hayes, Doug Young 

Zuschauer: 9.166